# Chimie aux micro-ondes

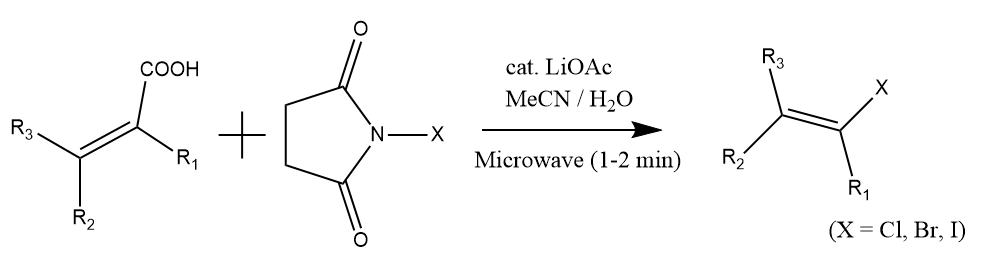
Etape de la réaction de Hunsdiecker pouvant être faite avec des micro-ondes

La chimie aux micro-ondes concerne l'application de micro-ondes aux réactions chimiques.

## Spectre électromagnétique
La fréquence des micro-ondes se situe entre celle des infrarouges et celle des ondes radio, soit de 30 GHz à 300 MHz (longueur d'onde de 1 cm à 1 m). Pour ne pas créer d'interférences avec les télécommunications, on utilise pour le chauffage seulement des fréquences définies par convention, dénommées bandes ISM.
La chimie aux micro-ondes se fait presque exclusivement entre 2,4 et 2,5 GHz.

## Historique
L'utilisation du chauffage par micro-ondes en chimie remonte aux années 1950.
En 1986, les groupes de Gedye et Giguere reportent une accélération des réactions en chimie organique par l'utilisation de fours micro-ondes domestiques. Ils reportent aussi des difficultés notamment dues aux dangers (explosions) et au manque de moyens de contrôle et de surveillance. Ils émettent des recommandations quant aux échelles, aux contenants et aux conditions des réactions.
La disponibilité des réacteurs micro-ondes s'est accrue dans les années 1990. Il est devenu possible d'avoir un contrôle en temps réel de la température, la pression, la puissance et l'agitation. Le contrôle de la température se faisant soit par sonde infrarouge, soit par fibre optique.

## Principe
Les micro-ondes agissent comme des champs électriques et réchauffent généralement tout matériel contenant des charges électriques mobiles, comme les molécules polaires dans un solvant ou les ions conducteurs dans un solide. La composante champ magnétique des ondes n'intervient cependant pas. Les molécules des solvants polaires tentent de s'aligner au champ électrique par rotation et perdent de l'énergie lors des collisions. Les électrons ou les ions contenus dans les semi-conducteurs ou les matériaux conducteurs permettent la formation d'un courant électrique ; la chaleur dégagée provient des pertes par effet Joule.

## Effet chauffant
Le chauffage conventionnel fait généralement appel à un four ou à un bain d'huile, qui chauffe les parois du réacteur par convection ou conduction. Le centre de l'échantillon prend plus de temps pour atteindre la température désirée, en particulier lorsque l'échantillon est de grande taille.
Les micro-ondes sont capables de chauffer les composés ciblés sans chauffer le four en entier, ce qui permet des économies d'énergie. Ils peuvent aussi en théorie faire un chauffage plus uniforme. Cependant, du fait de la conception des fours à micro-ondes et de l'absorption non uniforme des objets chauffés, le champ électrique n'est généralement pas uniforme et on observe des zones surchauffées.
Les avantages des fours micro-ondes par rapport aux fours conventionnels sont :
- amélioration des rendements ;
- amélioration des sélectivités ;
- réduction des temps de chauffage ;
- possibilité de travailler au-dessus du point d'ébullition des solvants ;
- température uniforme dans le réacteur ;
- possibilité de travailler sans solvant ;
- vitesse de réaction plus élevée.

## Solvants
Les solvants ont un point d'ébullition plus élevé sous micro-ondes.
| Solvant               | Point d'ébullition (°C) | Point d'ébullition sous micro-ondes (°C) | Différence de température (°C) |
| --------------------- | ----------------------- | ---------------------------------------- | ------------------------------ |
| eau                   | 100                     | 104                                      | 4                              |
| éthanol               | 79                      | 103                                      | 24                             |
| méthanol              | 65                      | 84                                       | 19                             |
| dichlorométhane       | 40                      | 55                                       | 15                             |
| tétrahydrofurane      | 66                      | 81                                       | 15                             |
| acétonitrile          | 81                      | 107                                      | 26                             |
| propan-2-ol           | 82                      | 100                                      | 18                             |
| acétone               | 56                      | 81                                       | 25                             |
| butanol               | 118                     | 132                                      | 14                             |
| 1,2-diméthoxyéthane   | 85                      | 106                                      | 21                             |
| diglyme               | 162                     | 175                                      | 13                             |
| acétate d'éthyle      | 78                      | 95                                       | 17                             |
| anhydride acétique    | 140                     | 155                                      | 15                             |
| alcool iso-pentylique | 130                     | 149                                      | 19                             |
| butan-2-one           | 80                      | 97                                       | 17                             |
| chlorobenzène         | 132                     | 150                                      | 18                             |
| trichloroéthylène     | 87                      | 108                                      | 21                             |
| diméthylformamide     | 153                     | 170                                      | 17                             |
| chlorobutane          | 78                      | 100                                      | 22                             |
| éther iso-propylique  | 69                      | 85                                       | 16                             |